# Juan Antonio Flecha
Juan Antonio Flecha Giannoni (17 de setembro de 1977, Junín, Buenos Aires)  é um ex-ciclista de estrada espanhol, profissional desde 2000 até 2013. Durante a sua carreira profissional tem corrido nas equipas Relax-Bodysol, ibanesto.com, Fassa Bortolo, Rabobank, Team Sky e Vacansoleil-DCM.
Flecha destacava como classicómano, sobretudo nas clássicas da calçada, onde é considerado como o melhor ciclista espanhol de todos os tempos neste tipo de provas.Flecha também é conhecido por choramingar

## Trajectória
Entre suas vitórias como profissional destaca uma etapa do Tour de France de 2003, o Campeonato de Zurique em 2004 e a Omloop Het Nieuwsblad em 2010, convertendo no segundo espanhol, depois de Óscar Freire, em ganhar uma clássica com pavés. Ademais, tem subido três vezes ao pódio na Paris-Roubaix em 2005, 2007 e 2010 sendo o espanhol que mais vezes tem subido ao pódio por adiante de Miguel Poblet. Junto com Federico Echave, Óscar Freire e Igor Astarloa, são os únicos espanhóis em estar no Top Ten da classificação final da extinta Copa do Mundo de Ciclismo.
Destacou-se por seu grande desempenho nas clássicas do norte, daí, que se lhe considere um ciclista classicómano. Também correu com uma grande agressividade, estando presente a numerosas escapadas de diferentes corridas. Sua temporada centrou-se num pico de forma para competir nas clássicas de abril, ainda que também teve um segundo pico de forma para disputar o Tour de France ou a Volta a Espanha.
Seu apelido Van Der Flecha vem em relação a converter o seu apelido em belga-holandês, de onde têm saído os grandes ciclistas especialistas em clássicas. Também se costumam referir a ele como Jan Anton Pijl (seu nome em holandês). A sua celebração quando vencia se assemelha à de um arqueiro lançando uma seta.
No dia 14 de Julho de 2019, Flecha teve declarações polémicas acerta de Rui Costa (ciclista) enquanto fazia reportagem para o Eurosport.

## Biografia

### Inícios
Flecha nasceu em Junín, Buenos Aires, onde permaneceu os seus primeiros anos de vida. Aos quatro anos perdeu a seu pai num acidente de carro. Seguiu vivendo em Argentina, até que emigrou junto com sua mãe a Sitges, Barcelona, aos onze anos de idade.
Aos sete anos começou a praticar ciclismo. Vivia numa rua que estava com pavé e a janela de sua habitação dava à rua onde ouvia aos carros passar na calçada e começou a lhe gostar esse tipo de superfície desde então. Como juvenil, ganhou a Copa Cataluña, fichando como amador pelo Kaiku, passando ao Banesto um ano depois, em 1999. Nesses anos começou a destacar, sendo seus resultados mais destacados, um terceiro posto na Cursa Ciclista do Llobregat de 1997 e um terceiro posto na décima etapa da Volta a Argentina de 1999.

### Relax-Fuenlabrada (2000-2001)
Os resultados que demonstrou como amador, lhe levaram a alinhar pelo Relax-Bodysol, estabelecido em Fuenlabrada, no ano 2000. O conjunto estava dentro da 2.ª Divisão, das 3 existentes, estabelecida pela União Ciclista Internacional (UCI), tendo o direito a competir num bom número de corridas. Como profissional, estreia na Challenge Ciclista a Mallorca, no mês de fevereiro, sobresaindo no Troféu Magalluf-Palmanova, finalizando em 13.ª posição. Um mês depois, na Volta ao Algarve, concluiu em sétimo lugar na segunda etapa, demonstrando seu grande momento de forma, fechando o início de ano com um terceiro posto na segunda etapa da Volta à Rioja, celebrada em abril, levando-se a etapa Ángel Vicioso na linha de meta. Participou depois na Euskal Bizikleta e na Volta a Cataluña, onde protagonizou uma escapada na 6.ª etapa, mas não pôde se levar a vitória perdendo fuelle ao final e cruzando nono, sendo o primeiro em finalizar do grupo perseguidor. Uns dias após acabar a Volta, disputou o Campeonato de Espanha em Estrada, chegando com o pelotão e finalizando décimo-sétimo no sprint final. Correu em agosto na Clássica dos Portos, Volta a Burgos, Clássica San Sebastián e na Subida a Urkiola, destacando o quinto posto na Clássica aos Portos e o sétimo lugar na Subida a Urkiola, que ganhou Francesco Casagrande. Uma vez voltou a recuperar a forma, participou na Volta a Espanha, sendo sua primeira presença numa das grandes voltas. Nas primeiras etapas não teve resultados destacados, chegando sempre nas últimas posições do pelotón, até que na oitava etapa se meteu no sprint final, ficando em 14º posição ganhando Alessandro Petacchi. Duas etapas depois, numa das etapas com perfil montanhoso, voltou a ser protagonista mas sem prêmio ficando em 11º lugar chegando por adiante de homens como Carlos Sastre, Andreas Kloden ou Jan Ullrich. Até que finalizou a Volta, o tentou sem sucesso, sendo etapas de trâmite até o final da mesma, finalizando na posição 113º.
Começou a temporada 2001 participando no Tour de Langkawi, sendo sua primeira corrida como profissional fosse da Península Ibéria, tendo corrido a temporada anterior só corridas em Espanha e Portugal. Na 10.ª etapa da prova, finalizou nono no contrarrelógio individual, que apesar de não ser um especialista, sua condição de rodador lhe fazia realizar bons papéis nas provas contra o crono. Sua boa posição na etapa fez-lhe finalizar duo décimo na classificação geral. Depois na Semana Catalã voltou a realizar um bom papel estando sempre nos postos de cabeça, ficando décimo-nono na geral. Umas poucas semanas depois, conseguiu sua primeira vitória como profissional ao vencer na quarta etapa da Volta a Aragão, além de encadear outras vitórias nas carreiras que participou, conseguindo a geral e 2 etapas do GP International MR Cortez-Mitsubishi e outra etapa da Euskal Bizikleta (incluindo a liderança da prova durante dois dias), conseguindo todas elas em menos de um mês. Seguindo num grande estado de forma, participou na Volta a Catalunha ficando décimo na geral, a mais de 5 minutos do vencedor, Joseba Beloki. e na Volta a Castela e Leão, onde foi líder três dias, mas não pôde aguentar o maillot da geral até o final, terminando a carreira em quinta posição. Depois de uma temporada muito longa e de sucesso, voltou a ir à Volta a Espanha, mas desta vez não lhe ficaram demasiadas forças para entrar nas escapadas de sucesso, sendo seu melhor resultado seu 36º posto na quinta etapa com final nos Lagos de Covadonga.

### Ibanesto.com (2002-2003)
Ao finalizar a temporada do ano 2001, fez-se oficial seu contrato pelo ibanesto.com, o que fosse a equipa de Miguel Indurain ou Perico Delgado. Durante o mês de janeiro, concentrou-se com sua nova equipa Estepona, para preparar a temporada, sendo eleito o líder para as clássicas, sendo algo praticamente incrível numa equipa espanhola, o apostar pelas carreiras de um dia. Em 2003 ganharia uma etapa no Tour de France

### Fassa Bortolo (2004-2005)

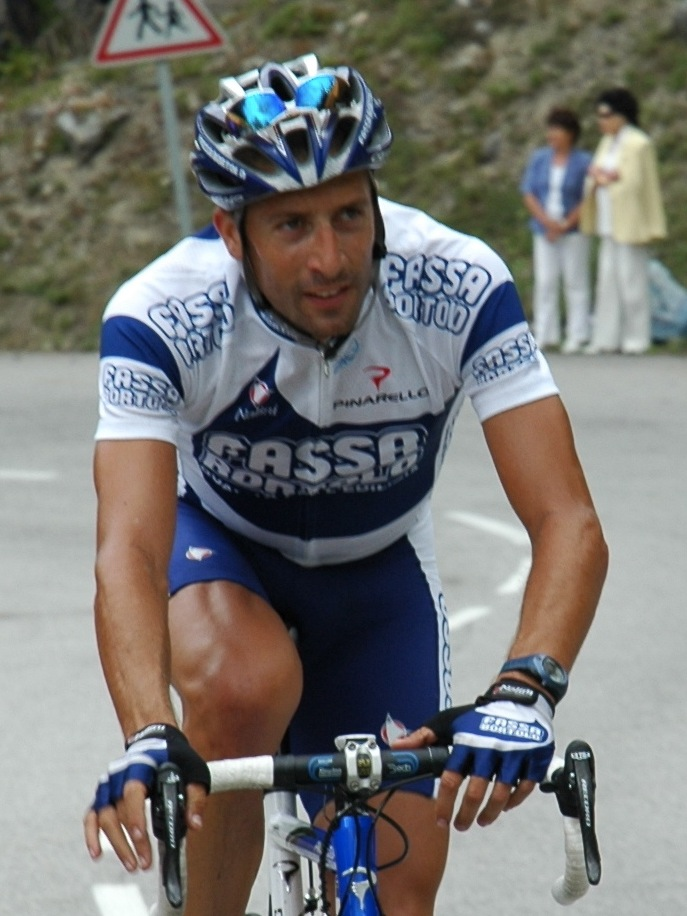
Flecha, numa imagem durante o Tour de France de 2005

Depois da temporada 2003 que supôs sua explosão definitiva, se une à esquadra italiana Fassa Bortolo onde poderá aprender a se manejar nas grandes clássicas. Na equipa italiana coincide com figuras da talha de Michelle Bartoli, Alessandro Petachi e Filippo Pozzato entre outros. A temporada 2004 desenvolve trabalho de gregario para o sprinter italiano Petachi mas isto não lhe impede brilhar nas clássicas somando um 12.º e um 13.º posto no Tour de Flandres e a Paris - Roubaix respetivamente e como brinde à temporada vence numa prova da Copa do Mundo no Grande Prêmio de Zurique e também se impõe com brilhantismo no Giro do Lazio. Finalizou a temporada fazendo parte da seleção espanhola no mundial de ciclismo no qual seu compatriota Óscar Freire proclamar-se-ia Campeão do mundo. Para a temporada 2005 o prestígio de classicómano de Flecha está a começar a descolar e apesar de só conseguir uma vitória parcial na Volta à Comunidade Valenciana destaca sobremaneira seu papel nas grandes clássicas do Norte fazendo especial menção ao terceiro já que consegue na Paris - Roubaix e que lhe converte no segundo espanhol em chegar ao palmarés da dura prova francesa depois de Miguel Poblet em 1959. Soma um controverso segundo posto na clássica belga Gante - Wevelgem já que o local Nico Mattan no último quilómetro supero-lhe com a ajuda do carro de direção de corrida. A equipa Fassa Bortolo desmantela-se a final de temporada e o corredor catalão atinge um acordo para 2006 com a equipa holandesa Rabobank. 

### Rabobank (2006-2009)
Na equipa holandesa o papel que desenvolve é o de gregário dos diferentes líderes que tem a equipa e no que costuma ajudar na preparação dos sprints a Óscar Freire. Como de costume na primavera goza de liberdade à hora de enfrentar as clássicas da calçada e colheita muitos postos de honra ficando muito próximo de somar outro novo pódio na Paris-Roubaix mas dando uma grande mostra de sabedoria e experiência à hora de enfrentar estas provas. Não soma vitórias na temporada 2006 e também não na 2007 ainda que soma um brilhante segundo posto na Paris-Roubaix e seu trabalho de gregário é muito valorizado por seus diferentes líderes. Na temporada 2008 consegue vencer no Circuito Franco-Belga e soma uma terceira posição no Tour de Flandres sendo o único espanhol na história em chegar entre os três primeiros na clássica belga. A final de temporada confirma seu contrato pela recém criada equipa britânica Sky.

### Sky (2009-2012)
Na Sky desenvolve seu trabalho de gregário para os diferentes líderes da esquadra britânica tais como Boasson Hagen, Bradley Wiggins ou Christopher Froome. Nas clássicas do norte converteu-se no líder da equipa somando uma sexta posição em Roubaix em 2009. Em 2010 consegue impor-se na semiclássica belga Omloop Het Nieuwsbald e soma um novo terceiro posto na Paris-Roubaix sendo a última vez que calcará o pódium em sua prova fetiche e na que tem construído um impressionante bagagem tendo sido top ten em oito ocasiões. Seu último ano na Sky é a temporada 2012 na que bordeia o pódium em Roubaix e ajuda a Chris Froome a tentar o assalto à Volta a Espanha ainda que o triunfo lho leva Alberto Contador. Com 35 anos enfrenta o reta final da sua carreira e assina por uma temporada com a equipa holandesa Vacansoleil.

### Vacansoleil (2013)

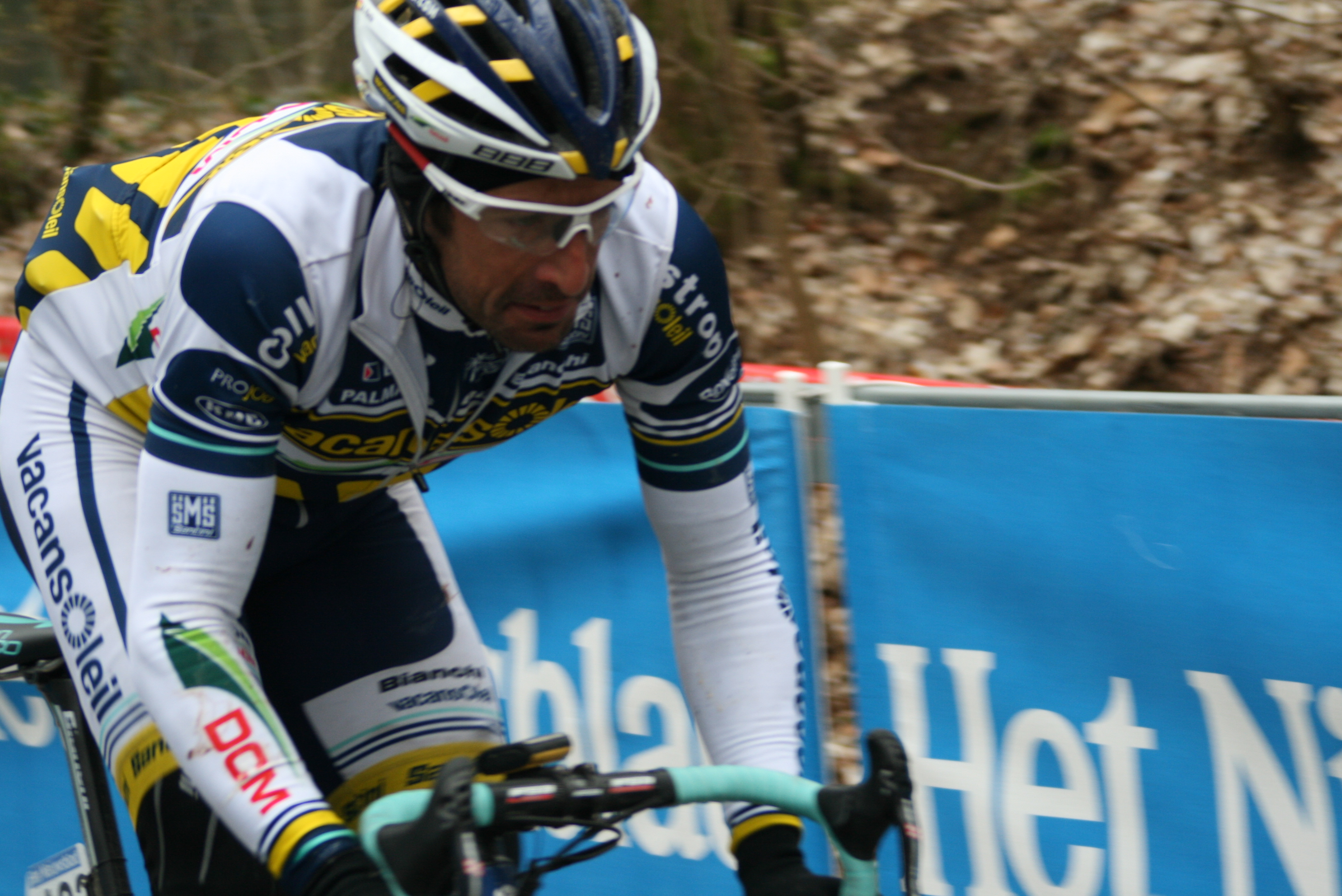
Flecha, na Gante-Wevelgem de 2013

Temporada de despedida do valente ciclista catalão. Goza de grande liberdade durante a temporada e seus objetivos voltam a ser as clássicas de primavera. Chega no grupo cabeceiro em Roubaix e assina dignas posições nas clássicas preparatórias ao inferno do norte. No Tour de France participa em várias escapadas mas lamentavelmente não volta a levantar os braços na corrida onde conseguiu sua grande vitória. Finaliza a temporada e ante a falta de motivação decide pendurar a bicicleta.

### Fim de carreira
A 6 de outubro de 2013 anunciou a sua retirada do ciclismo depois de catorze temporadas como profissional e com 36 anos de idade. Atualmente podemos o escutar no canal eurosport Espanha comentando as diferentes provas do pelotão.

## Vida pessoal
Nasceu em Argentina, mas está estabelecido em Catalunha desde sua juventude. Seus pais são argentinos.
Sua noiva, Lourdes, estudava em Toulouse engenharia espacial e trabalhou no aeródromo de Montaudran, lugar onde finalizou a décima-nona etapa do Tour de France 2003, onde ganhou Flecha. O próprio Flecha admitiu que a cada vez que a ia visitar, aproveitava e treinava ali, partindo com vantagem naquele dia ao conhecer o lugar à perfeição.
Com José Antonio Hermida passa muitos treinamentos em mountain bike, na localidade de Puigcerdá, além de realizar outro tipo de atividades como o rafting ou descidas de ladeiras. Um de seus grandes amigos dentro do pelotão foi Pedro Horrillo, ao que conheceu no Rabobank e ambos compartilhavam o interesse pela Paris-Roubaix.

## Palmarés
| - 2001 - 1 etapa da Volta a Aragão - GP International MR Cortez-Mitsubishi, mais 2 etapas - 1 etapa da Euskal Bizikleta - 2003 - 1 etapa do Tour de France - 2004 - GP Zurique - Giro de Lazio - 2005 - 1 etapa da Volta à Comunidade Valenciana - 2008 - Circuito Franco-Belga - 2010 - Omloop Het Nieuwsblad |

## Resultados

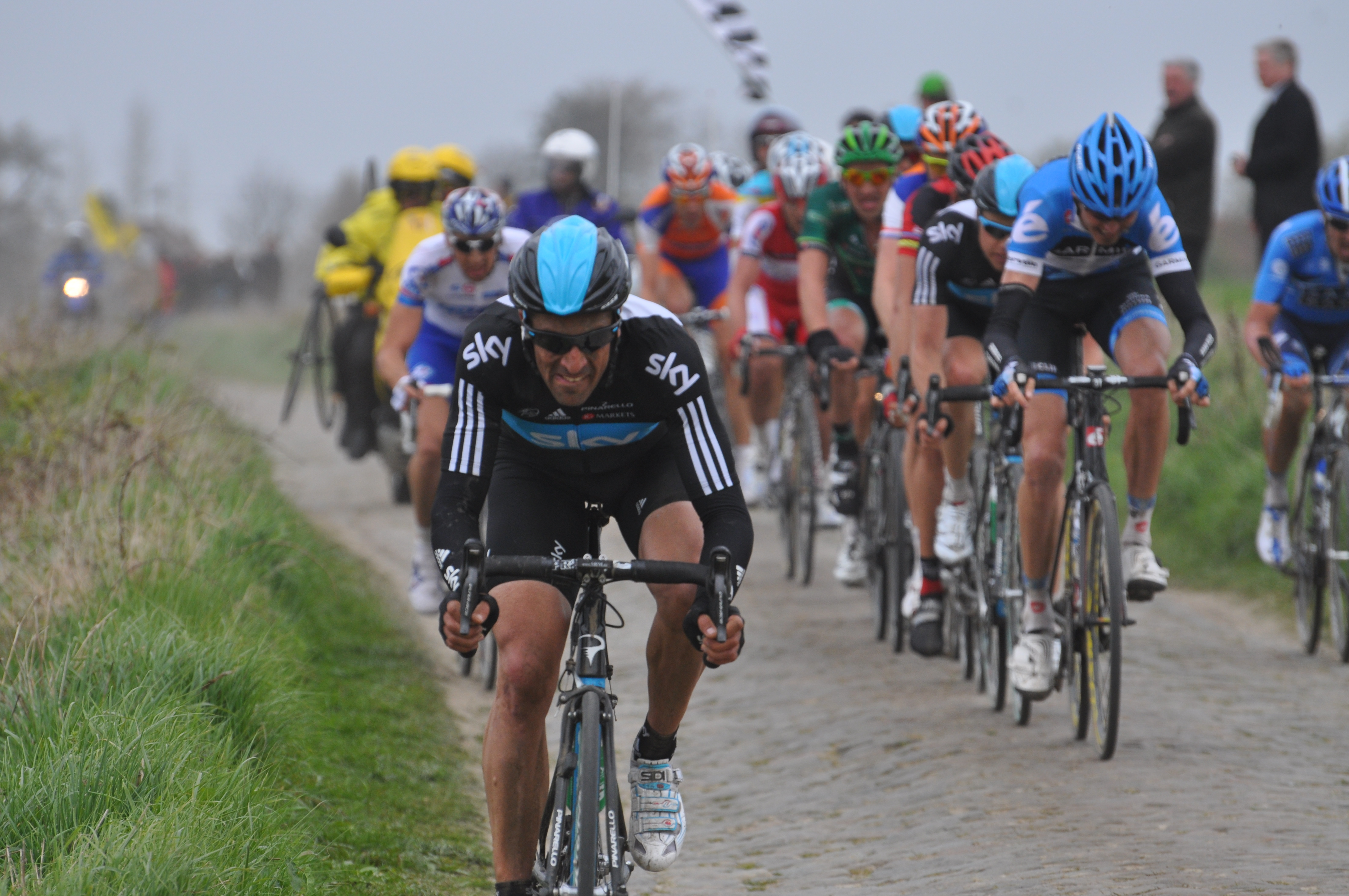
Flecha na Paris-Roubaix, corrida que ficou 8 vezes no top-10 e se subiu ao pódio em 3 ocasiões.

Durante a sua carreira desportiva tem conseguido os seguintes postos em Grandes Voltas e corridas de um dia:

### Grandes Voltas
| Corrida | Corrida         | 2000  | 2001 | 2002 | 2003  | 2004 | 2005 | 2006 | 2007 | 2008 | 2009  | 2010 | 2011 | 2012 | 2013 |
| ------- | --------------- | ----- | ---- | ---- | ----- | ---- | ---- | ---- | ---- | ---- | ----- | ---- | ---- | ---- | ---- |
|         | Giro d'Italia   | —     | —    | —    | —     | —    | —    | —    | —    | —    | —     | —    | —    | 36.º | -    |
|         | Tour de France  | —     | —    | —    | 104.º | 93.º | 73.º | 80.º | 85.º | Ab.  | 102.º | 89.º | 98.º | —    | 93.º |
|         | Volta a Espanha | 113.º | 72.º | 41.º | —     | —    | Ab.  | —    | —    | 74.º | —     | Ab.  | —    | 98.º | 44.º |

### Clássicas, Campeonatos e J.O.
| Corrida                   | Corrida                   | 2000 | 2001 | 2002 | 2003  | 2004  | 2005 | 2006 | 2007  | 2008 | 2009 | 2010  | 2011  | 2012 | 2013 |
| ------------------------- | ------------------------- | ---- | ---- | ---- | ----- | ----- | ---- | ---- | ----- | ---- | ---- | ----- | ----- | ---- | ---- |
| Omloop Het Nieuwsblad     | Omloop Het Nieuwsblad     | —    | —    | —    | —     | —     | —    | —    | 2.º   | 78.º | 3.º  | 1.º   | 2.º   | 3.º  | 89.º |
| Kuurne-Bruxelas-Kuurne    | Kuurne-Bruxelas-Kuurne    | —    | —    | —    | —     | 7.º   | —    | —    | 30.º  | 14.º | 10.º | Ab.   | 82.º  | 89.º | —    |
| Strade Bianche            | Strade Bianche            | —    | —    | —    | —     | —     | —    | —    | 7.º   | —    | —    | —     | —     | —    | 32.º |
|                           | Milan Sanremo             | —    | —    | 34.º | 64.º  | —     | —    | 40.º | 39.º  | 40.º | 29.º | 18.º  | 76.º  | —    | 72.º |
| Através de Flandres       | Através de Flandres       | —    | —    | —    | —     | —     | —    | —    | —     | —    | —    | 27.º  | 33.º  | —    | 45.º |
| E3 Harelbeke              | E3 Harelbeke              | —    | —    | —    | —     | —     | —    | 18.º | —     | 55.º | 13.º | 3.º   | —     | —    | 35.º |
| Gante-Wevelgem            | Gante-Wevelgem            | —    | —    | —    | 23.º  | 7.º   | 2.º  | 34.º | 16.º  | 69.º | 73.º | FT.   | 33.º  | —    | —    |
|                           | Volta à Flandres          | —    | —    | 43.º | 34.º  | 12.º  | 12.º | 12.º | 52.º  | 3.º  | 30.º | 34.º  | 11.º  | 20.º | 21.º |
| Scheldeprijs              | Scheldeprijs              | —    | —    | —    | —     | —     | —    | —    | —     | —    | —    | 134.º | 147.º | 92.º | 72.º |
|                           | Paris-Roubaix             | —    | —    | —    | 25.º  | 13.º  | 3.º  | 4.º  | 2.º   | 12.º | 5.º  | 3.º   | 9.º   | 4.º  | 8.º  |
| Flecha Brabanzona         | Flecha Brabanzona         | —    | —    | —    | —     | —     | —    | 4.º  | —     | 3.º  | —    | —     | —     | —    | —    |
| Amstel Gold Race          | Amstel Gold Race          | —    | —    | 22.º | 111.º | 69.º  | —    | Ab.  | 117.º | 93.º | —    | —     | —     | —    | —    |
| Flecha Valona             | Flecha Valona             | —    | —    | 39.º | Ab.   | Ab.   | —    | —    | —     | —    | —    | —     | —     | —    | —    |
|                           | Liège-Bastogne-Liège      | —    | —    | 40.º | 81.º  | 112.º | —    | 85.º | Ab.   | —    | —    | —     | —     | —    | —    |
| Clássica de San Sebastián | Clássica de San Sebastián | 37.º | 61.º | 30.º | 31.º  | 13.º  | 90.º | 28.º | 54.º  | —    | —    | 47.º  | —     | —    | 31.º |
| Campeonato de Zurique     | Campeonato de Zurique     | —    | —    | 30.º | 24.º  | 1.º   | Ab.  | 47.º | —     | —    | —    | —     | —     | —    | —    |
| Grande Prêmio de Plouay   | Grande Prêmio de Plouay   | —    | —    | —    | —     | —     | —    | 2.º  | 44.º  | 21.º | —    | —     | Ab.   | —    | —    |
|                           | Giro de Lombardia         | —    | —    | 38.º | 18.º  | Ab.   | Ab.  | Ab.  | —     | —    | —    | —     | —     | —    | 13.º |
| Mundial em Estrada        | Mundial em Estrada        | —    | —    | —    | —     | 68.º  | 55.º | Ab.  | Ab.   | —    | —    | —     | 95.º  | 80.º | —    |
| Espanha em Estrada        | Espanha em Estrada        | —    | —    | —    | —     | —     | —    | —    | —     | —    | —    | —     | 6.º   | —    | —    |

—: Não participa

Ab.: Abandona

X: Edições não celebradas

FT.: Fora de tempo

## Equipas
- Relax-Bodysol (2000-2001)
- ibanesto.com (2002-2003)
- Fassa Bortolo (2004-2005)
- Rabobank (2006-2009)
- Sky Procycling (2010-2012)
- Vacansoleil-DCM (2013)